# Tamara Schwarz
Tamara Schwarz (* 30. März 1987 in Meran) ist eine italienische Naturbahnrodlerin. Sie gewann zwei Silbermedaillen bei der Juniorenweltmeisterschaft 2006 und der Junioreneuropameisterschaft 2007. Zudem gewann sie zweimal die Gesamtwertung des Interkontinentalcups und kam im Gesamtweltcup bisher einmal unter die besten zehn.

## Karriere
Schwarz startete ab 2003 bei internationalen Juniorenmeisterschaften und erreichte bei der Juniorenweltmeisterschaft 2004 und der Junioreneuropameisterschaft 2005 jeweils den fünften Platz. Nachdem sie im Winter 2004/2005 die Gesamtwertung des Interkontinentalcups gewonnen hatte, kam sie in der Saison 2005/2006 zu ihren ersten beiden Weltcupeinsätzen. Beim Saisonauftakt in Longiarü belegte sie Platz acht und beim Saisonfinale in Oberperfuss Rang sieben. Dazwischen belegte sie bei der Europameisterschaft 2006 in Umhausen den siebenten Platz und gewann bei der Juniorenweltmeisterschaft 2006 in Garmisch-Partenkirchen die Silbermedaille hinter der Österreicherin Melanie Batkowski.
In der Saison 2006/2007 bestritt Schwarz ebenfalls nur zwei Weltcuprennen, bei denen ein neunter Platz in Moos in Passeier ihr bestes Resultat war. Im Interkontinentalcup erreichte sie in diesem Winter mit einem Sieg und zwei zweiten Plätzen den zweiten Gesamtrang hinter Imelda Gruber. Bei der Junioreneuropameisterschaft 2007 in St. Sebastian gewann sie wieder hinter Batkowski die Silbermedaille. Drei Weltcuprennen bestritt Schwarz in der Saison 2007/2008, wobei diesmal ein achter Platz in Železniki ihr bestes Ergebnis war.
Die Saison 2008/2009 war ihre bisher erfolgreichste. Schwarz fuhr in vier Weltcuprennen in die Top 10 und erreichte mit dem sechsten Platz in Deutschnofen ihr bis dahin bestes Weltcupergebnis. Im Gesamtweltcup kam sie damit als Neunte zum ersten und bisher einzigen Mal unter die besten zehn. Bei der Weltmeisterschaft 2009 in Moos in Passeier wurde sie Sechste. In der Saison 2009/2010 kam sie allerdings nur einmal im Weltcup zum Einsatz: In Umhausen belegte sie den neunten Platz. An der Europameisterschaft nahm sie zum zweiten Mal in Folge nicht teil. Im Interkontinentalcup hingegen gewann sie mit einem Sieg in Frantschach zum zweiten Mal die Gesamtwertung. Auch in der Saison 2010/2011 startete Schwarz vorwiegend im Interkontinentalcup (vierter Gesamtrang) und kam nur einmal im Weltcup zum Einsatz (siebenter Platz in Gsies). An der Weltmeisterschaft 2011 nahm sie nicht teil.
In der Saison 2011/2012 nahm Schwarz neben dem Interkontinentalcup wieder an mehreren Weltcuprennen teil, wobei sie neben zwei sechsten Plätzen mit dem fünften Rang in Železniki ihr bisher bestes Weltcupergebnis erreichte. Im Gesamtweltcup wurde sie 13., an der Europameisterschaft nahm sie 2012 aber erneut nicht teil.

## Erfolge

### Weltmeisterschaften
- Moos in Passeier 2009: 6. Einsitzer

### Europameisterschaften
- Umhausen 2006: 7. Einsitzer

### Juniorenweltmeisterschaften
- Kindberg 2004: 5. Einsitzer
- Garmisch-Partenkirchen 2006: 2. Einsitzer

### Junioreneuropameisterschaften
- Kreuth 2003: 9. Einsitzer
- Kandalakscha 2005: 5. Einsitzer
- St. Sebastian 2007: 2. Einsitzer

### Weltcup
- 9. Gesamtrang im Einsitzer in der Saison 2008/2009
- 15 Platzierungen unter den besten zehn

### Interkontinentalcup
- Gesamtsieg in den Saisonen 2004/2005 und 2009/2010